# ارمنی‌ها در کشورهای بالتیک
| کشور           | ۱۹۵۹  | ۱۹۷۰  | ۱۹۷۹  | ۱۹۸۹  | پسا شوروی (سال)   |
| -------------- | ----- | ----- | ----- | ----- | ----------------- |
| استونی         | ۶۴۸   | ۶۰۴   | ۸۴۵   | ۱٬۶۶۹ | ۱٬۴۴۴ (۲۰۰۰)      |
| لتونی          | ۱٬۰۶۰ | ۱٬۵۱۱ | ۱٬۹۱۳ | ۳٬۰۶۹ | ۲٬۷۴۲ (۲۰۰۸)      |
| لیتوانی        | ۴۷۱   | ۵۰۸   | ۹۵۵   | ۱٬۶۵۵ | ۱٬۲۳۳ (۲۰۱۱)      |
| کشورهای بالتیک | ۲٬۱۷۹ | ۲٬۶۲۳ | ۳٬۷۱۳ | ۶٬۳۹۳ | ۵٬۶۶۳ (۲۰۰۰–۲۰۰۸) |

ارمنی‌ها غالباً در دورهٔ اشغال کشورهای بالتیک به‌دست شوروی در کشورهای بالتیک استونی، لتونی و لیتوانی سکنی گزیدند.